# Vilna (Alberta)
Vilna est un village (village) du Comté de Smoky Lake, situé dans la province canadienne d'Alberta.

## Démographie
En tant que localité désignée dans le recensement de 2011, Vilna a une population de 249 habitants dans 111 de ses 135 logements, soit une variation de -9.1% avec la population de 2006. Avec une superficie de 0,897 4 km2, village possède une densité de population de 277,468 2 hab/km2 en 2011.
Concernant le recensement de 2006, Vilna abritait 274 habitants dans 135 de ses 145 logements. Avec une superficie de 0,897 4 km2, village possédait une densité de population de 305,3 hab/km2 en 2006.
| 2001 | 2006 | 2011 | 2016 |
| ---- | ---- | ---- | ---- |
| 269  | 274  | 249  | 290  |